# Campeonato de divisiones inferiores 2016 (Argentina)
El Campeonato de divisiones inferiores 2016 es la n edición del torneo, organizado desde 1950 por la Asociación del Fútbol Argentino.